# Axiom Space
Axiom Space is een ruimtevaartbedrijf voor commerciële bemande ruimtevaart. Het bedrijf werpt zich op als reisbureau voor vluchten naar het Internationaal ruimtestation (ISS) en bouwt met steun van NASA een ruimtestation.

## Historie
Het bedrijf werd in 2016 opgericht door Michael Suffredini die eerder bij NASA de leiding over het ISS-programma had en investeerder Kam Ghaffarian. De leiding van het bedrijf bestaat vooral uit voormalig NASA-personeel. Onder meer Charles Bolden, Peggy Whitson en Michael López-Alegría zijn werkzaam bij Axiom.

## Axiom Station
Het bedrijf bouwt met steun van NASA eigen ruimtestation-modules die in eerste instantie aan het ISS vast zullen zitten maar uiteindelijk het zelfstandig commercieel ruimtestation Axiom Station moeten vormen. Dit ruimtestation is niet alleen als ruimtehotel bedoeld, maar ook als een commercieel alternatief voor NASA om het ISS op te volgen.

## Ruimtepakken
Ook sleepte het bedrijf een van de twee contracten voor het ontwerpen en leveren van ruimtepakken aan NASA in het kader van het Artemisprogramma in de wacht. Nadat de andere contractant, Collins Aerospace, zijn opdracht teruggaf bleef Axiom als enige over.

## Vluchten
Het bedrijf heeft vier Crew Dragon-vluchten geboekt. Tot nog toe wordt SpaceX als transporteur ingehuurd voor het vervoeren van de klanten naar het ISS met hun Crew Dragon waarbij Axiom zelf een ervaren astronaut als gezagvoerder en reisleider levert. Dat laat de drie overige stoelen vrij voor klanten. Ook NASA heeft interesse getoond om zo nu en dan een eigen astronaut op een commerciële vlucht te boeken voor een korter verblijf dan de gebruikelijke ISS-missies

### AX 1
De eerste vlucht werd in april 2022 uitgevoerd. Deze vlucht werd vooral gezien als een testmissie om ervaring op te doen hoe NASA en het ISS-personeel met commercieel bezoek zouden omgaan. De vlucht duurde 18 dagen waarvan 16 aan boord van het ISS.

### AX 2
In mei 2023 werd Mission 2 gelanceerd. Een vlucht van 10 dagen naar het ISS met een verblijf van 8 dagen aan boord van het ISS. 

### AX 3
In januari 2024 werd Mission 3 gelanceerd. Een vlucht van 20 dagen naar het ISS met een verblijf van 18 dagen aan boord van het ISS.   

### AX 4
Mission 4 staat voor ten vroegste april 2025 op de planning. 

### Latere vluchten
Een andere vlucht vervoert Tom Cruise en Doug Liman die van plan zijn in het ISS een film op te nemen.

### Overige vluchten
Axiom had ook een stoel aan boord van Sojoez MS-18 geboekt. Deze hebben ze in maart 2021 aan NASA afgestaan in ruil voor een stoel aan boord van een latere Commercial Crew-vlucht. Deze stoel werd vervolgens op 27 april 2022 verkocht aan het ruimteagentschap van de Verenigde Arabische Emiraten die in 2023 een van hun astronauten aan boord van SpaceX Crew-6 lanceerden.

## Orbitale datacenters
In april 2025 kondigde Axiom aan om orbitale datacenters te integeren het Kepler satellietnetwerk van het Canadese bedrijf Kepler Communications.

## Filmstudio
Het in het Verenigd Koninkrijk gevestigde Space Entertainment Enterprise (SEE) heeft plannen aangekondigd voor een opblaasbare ISS-module die als filmstudio kan worden gebruikt. De module zal worden aangekoppeld op het commerciële gedeelte van het ISS van Axiom, genaamd Axiom Station. Die module zou in 2024 moeten worden gelanceerd.